# Enkeltmandsvirksomhed
Enkeltmandsvirksomhed er en privat ejet virksomhedsform, som er karakteriseret ved at der kun er én enkelt ejer af virksomheden. En enkeltmandsvirksomhed er ikke et selskab, og enkeltmandsvirksomheden er derfor ikke en selskabsform.
I Danmark stilles ikke særlige krav til stiftelsen af denne personlige virksomhedsform, som skal anmeldes til SKAT. Ingen særlige kapitalkrav til enkeltmandsvirksomheden kræves, idet virksomheden kan startes uden at man har skudt nogen penge ind i virksomheden. I enkeltmandsvirksomheder hæfter ejeren dog med hele sin formue og er omfattet af loven om erhvervsdrivende virksomheder. Enkeltmandsvirksomheden skal have et bogholderi, som i overensstemmelse med bogføringsloven og der stilles krav om indsendelse af et regnskab suppleret med eventuelle yderligere oplysninger i forbindelse med selvangivelsen.
Som ved andre virksomhedsformer fastsætter loven, at en virksomhed anvender et navn, der tydeligt adskiller sig fra andre eksisterende virksomheders navne og ikke allerede tilhører en anden person eller selskab (virksomhedsnavn, slægtsnavn, varemærke eller lignende) eller som kan forveksles hermed. Virksomhedens valg af navn må endvidere ikke virke vildledende om virksomhedens formål og erhvervsaktivitet.
Der er intet revisionskrav ved en enkeltmandsvirksomhed i modsætning til et selskab.
Da der er tale om en virksomhedsform, er der personlig og ubegrænset hæftelse med en enkeltmandsvirksomhed. Virksomhedens kreditorer bliver derfor helt automatisk også ejerens personlige kreditorer.